# Edward Ward
Edward Ward (Saint Louis, 3 april 1900 – Hollywood, 26 december 1971) was een Amerikaans filmcomponist.

## Levensloop
Edward Ward begon zijn loopbaan als filmcomponist aan het eind van de jaren 20. Hij was verantwoordelijk voor de muziek bij meer dan 130 filmproducties. Gedurende zijn carrière werd hij genomineerd voor zeven Oscars. Het nummer Always and Always uit de film Mannequin (1937) geldt als zijn bekendste werk.

## Filmografie (selectie)
- 1930: No No Nanette
- 1930: Kismet
- 1934: Great Expectations
- 1935: The Bishop Misbehaves
- 1935: The Mystery of Edwin Drood
- 1936: San Francisco
- 1936: Camille
- 1936: The Gorgeous Hussy
- 1937: Night Must Fall
- 1937: Maytime
- 1937: Saratoga
- 1937: Mannequin
- 1938: A Yank at Oxford
- 1938: The Shopworn Angel
- 1938: Boys Town
- 1939: The Women
- 1942: Cheers for Miss Bishop
- 1942: Tanks a Million
- 1942: All-American Co-Ed
- 1943: Flying with Music
- 1943: Phantom of the Opera
- 1948: The Babe Ruth Story
- 1957: Man of a Thousand Faces